# کارل یواخیم فریدریش
کارل یواخیم فریدریش (انگلیسی: Carl Joachim Friedrich؛ ۵ ژوئن ۱۹۰۱ – ۲۲ سپتامبر ۱۹۸۴) کارشناس سیاسی و استاد دانشگاه اهل آلمان بود.
او از مشهورترین دانشمندان سیاسی بعد از جنگ جهانی دوم و پژوهشگران تمامیت‌خواهی به حساب می‌آمد. از مهم‌ترین آثارش می‌توان به دیکتاتوری و یکه‌سالاری تمامیت‌خواه که با همکاری زبیگنیف برژینسکی نوشته شده‌است، اشاره کرد.
وی همچنین برندهٔ جوایزی همچون کمک‌هزینه گوگنهایم شده‌است.